# Alicia Clark
Alicia Clark é uma personagem fictícia da série de televisão da AMC Fear the Walking Dead, criada por Robert Kirkman e Dave Erickson. Interpretada por Alycia Debnam-Carey, Alicia é filha de Madison Clark, uma das protagonistas. Ela começa a série como uma adolescente que luta com sua situação familiar e planeja deixar a cidade em busca de uma nova vida, antes de enfrentar a civilização que está desmoronando lentamente devido a um surto de zumbis. A personagem recebeu elogios, com os críticos a chamando de âncora emocional da série, elogiando sua evolução e a considerando uma das personagens mais memoráveis do universo de The Walking Dead.

## Biografia
Alicia é uma adolescente altamente inteligente, carinhosa, amorosa e formidável, além de sempre tentar ajudar os outros, coisa que é abalada quando ela passa a apostar muito em outras pessoas que na verdade lhe prejudicam e fazem mal à sua família. Com a morte de sua mãe e de seu irmão, Alicia assume o papel de protetora do grupo. Uma lutadora habilidosa, ela é a primeira na linha de defesa. Ela terá que aprender como se conectar com as pessoas em um nível mais profundo se ela cumprir a missão do grupo e continuar o legado de Madison.

### 1ª temporada
Depois que Nick acorda em uma igreja abandonada, drogado de heroína, ele é atropelado por um carro e é hospitalizado. O médico diz a Madison e Travis que as alegações de Nick sobre o incidente são alucinações com heroína, mas Travis acredita em Nick e depois de visitá-lo vai à igreja ele mesmo. Alicia fica mais preocupada com a dependência química de Nick. No dia seguinte, a escola fecha cedo devido aos altos níveis de absenteísmo e rumores de uma epidemia. Nick, Madison e Travis escolhem fugir para o deserto e querem que Alicia, Liza e Chris vão também. Alicia encontra Matt doente em sua casa e Travis vê uma mordida em Matt, convencendo Alicia a sair. O grupo retorna à casa de Madison para recolher suprimentos. Travis diz a Madison para levar as crianças para o deserto sem ele, já que ele deve buscar seu filho e sua ex-mulher primeiro. Alicia testemunha seu vizinho zumbificado, Sr. Dawson, atacando a Sra. Cruz do outro lado da rua, mas Madison a impede de intervir. Uma multidão incendeia a loja ao lado da barbearia, forçando os Salazar e os Manawa a fugir. O grupo chega ao caminhão de Travis e escapa, mas não antes de Griselda ser ferida por um andaime. Incapaz de chegar a um hospital, o grupo dirige-se para a casa de Madison, onde Nick, Madison e Alicia fogem temporariamente quando o Sr. Dawson, zumbificado, tenta entrar, atraído pelo cachorro que Nick tinha deixado entrar. Todas as três famílias decidem passar a noite e sair pela manhã. Na manhã seguinte, quando os Clark e os Manawa começam a se afastar, a Guarda Nacional chega e coloca o bloco em quarentena. Dias depois de a Guarda Nacional colocar o bairro em uma Zona Segura, os moradores tentam viver normalmente. Soldados levam Griselda e Nick para um hospital, mas a família de Nick protesta sua partida. Liza concorda em ajudar a equipe médica, apesar de não querer deixar o filho para trás. O grupo dirige-se à sede da Guarda Nacional para resgatar Liza, Griselda e Nick. O grupo se infiltra na base depois que Daniel distrai os guardas, liderando uma horda de caminhantes da arena. Travis, Madison, Daniel e Ofelia vão para dentro, enquanto Alicia e Chris ficam para trás. Enquanto isso, os caminhantes quebram as defesas do perímetro e enfestam a base. Um grupo de militares roubam o carro de Alicia e Chris. O grupo de Travis chega às celas e liberta os detidos antes de se reunir com Nick, Liza e Strand. Eles tentam escapar pela enfermaria, onde descobrem que a Dra. Exner sacrificou todos os pacientes. Dra. Exner lhes fala de uma rota de fuga antes de presumivelmente cometer suicídio. Antes que eles possam escapar, o grupo encontra Adams, que atira no braço de Ofelia. Enfurecido, Travis espanca Adams e o deixa para morrer. Strand leva o grupo à sua mansão à beira do oceano. Liza revela sua mordida para Madison, e pede para que ela acabe com aquilo. Travis impede, e Liza pede para que ele cuide de Chris. Travis sacrifica Liza, e Chris fica desolado, enquanto Alicia observa a cena, chocada.

### 2ª temporada
A cidade de Los Angeles é bombardeada. Madison e seu grupo embarcam no iate de Victor Strand e escapam do bombardeio. O grupo chega até uma pequena ilha onde encontram uma família, e lá acabam sabendo que todas as cidades do litoral foram bombardeadas, e as fronteiras foram fechadas. O grupo após se reabastecer na ilha, segue viagem para o México, o verdadeiro destino para onde Strand está indo. Durante a viagem, o grupo acaba encontrando dois sobreviventes (Alex e Jake), mas Strand não os aceitam em seu barco e os deixam a deriva. Mais tarde, o grupo é atacado por piratas que sequestram Alicia e Travis, Madison decide salvar seus entes queridos mesmo contra a vontade de Strand. Tento o apoio de Daniel, Madison consegue resgatar sua filha e noivo e voltar para o iate. O grupo não demora muito para chegar no México, e todos ficam hospedados na fazenda de Thomas Abigail, o namorado de Strand. Ao descobrir que Celia Flores, a governanta da fazenda, mandava guardar mortos-vivos em uma adaga, Daniel acaba incendiando a fazenda e o grupo fica separado. Travis e Chris vão para o Sul; Madison, Strand, Alicia e Ofelia Salazar vão para o Norte; e Nick também vai para o Norte. O grupo de Madison encontra um hotel na cidade de Rosarito e, lá, Ofelia abalada por perder seu pai vai embora abandonando o grupo e deixa Alicia à beira da morte. Strand, Madison e Alicia conseguem matar os mortos e junto aos sobreviventes do hotel, constroem uma comunidade lá. Travis vê as luzes do hotel e consegue entrar. Lá a noite chega e dois novos sobreviventes chegam ao hotel, Brandon e Luke. Travis os reconhece e pergunta sobre Chris, e acaba descobrindo que ele foi morto por eles. Travis mata os dois e é expulso do hotel. Alicia e Madison vão embora com ele. Eles decidem ir ao mercado dominado pelos traficantes e lá descobrem pistas sobre onde Nick pode estar. Quando chegam em La Colonia, veem todos mortos.

### 3ª temporada
Madison, Travis e Alicia são capturados por soldados americanos e levados para uma base militar. Lá, eles são separados, onde Travis é levado para um bloco desconhecido e Madison vai com Alicia para uma sala de escritório. Travis é pesado, medido e analisado pelos soldados antes de ser colocado numa sala cheia de pessoas e entre elas estão Nick e Luciana. Com ajuda de um homem chamado Steven, Travis consegue fugir com Nick e Luciana e ir procurar Madison, mas acaba sendo capturado de novo. Enquanto isso, Madison e Alicia conhecem Troy Otto, o militar no comando da base, ele é hospitaleiro com as duas mas depois é confrontado por Madison que enfia uma colher no olho dele e o faz de refém. Ameaçando arrancar o olho de Troy, ela pede que a leve até Travis e quando o irmão de Troy, Jake, aparece e promete levá-la até Travis, ela solta o militar. Madison consegue se reunir com Travis e depois com Nick, e quando um ataque de zumbis ocorre, Madison se separa de Travis mais uma vez. Travis escapa com Alicia e Luciana no helicóptero de Jake, e Madison escapa com Nick na picape de Troy, e todos seguem para o rancho dos Ottos. Quando Madison chega com seu filho no rancho, percebe que o helicóptero não chegou, e fica preocupada com seu noivo e filha, porém o líder do lugar Jeremiah Otto afirma que eles iriam voltar logo. Alicia volta para o rancho com Luciana e Jake informando que o helicóptero foi abatido e que Travis morreu. Essa notícia deixa Madison extremamente abalada e a faz eventualmente se juntar a milícia de Troy em busca dos destroços da aeronave e descobrir quem foi que abateu o helicóptero. Na missão para encontrar o helicóptero, Madison, Troy e seu grupo descobre que índios americanos derrubaram o helicóptero quando ele sobrevoava suas terras, e o líder dos nativos, Qaletaqa Walker, diz que irá atacar o rancho se os Ottos e os sobreviventes de lá não saíssem, pois aquelas terras eram suas. Enquanto isso, Alicia e Jake começam um relacionamento sério. Após alguns confrontos entre as duas comunidades, Madison sugere que Jeremiah se mate para Walker se sentir vingado, pois Otto havia matado familiares de Walker na juventude. Recusando-se a se matar, Nick atira na cabeça do velho e Madison faz parecer uma cena de suicídio para Troy e Jake, e na manhã seguinte, Madison entrega a cabeça de Jeremiah para Walker, colocando uma trégua na guerra. Os índios de Qaletaqa Walker se mudam para o rancho dos Ottos afim de mais segurança. Troy não aceita o convívio dos nativos em sua fazenda, mas Madison tenta manter a paz entre os dois lados, mas sem sucesso. Após Troy tentar matar Walker, ele foi banido da própria fazenda por seu irmão e não aceitando tal decisão o homem traça um plano para se vingar de todos. Mais tarde, o rancho entra em um momento de escassez de água o que leva Madison e Walker irem ao El Bazar, um ponto de comércio na cidade de Mexicali. Lá, os dois oferecem moedas de ouro para a negociante Maria Lu em troca de um caminhão-tanque. Porém, Madison e Walker encontram Strand no lugar e o homem decide ajudá-los oferecendo um acordo com Lola Guerrero, a nova líder da barragem após a morte de Dante. O trio viajam até a barragem Gonzales e lá Madison reencontra Daniel e lhe conta que Ofelia está viva. A mulher convence Lola a fazer um sistema de troca entre as comunidades, ou seja, água por gado, plantações etc. Conseguindo um caminhão-tanque, Madison retorna para o rancho com a promessa de que iria trazer Ofelia para Daniel. Infelizmente, o rancho foi atacado por milhares de infectados que foram atraídos por Troy. Alicia tranca todos no arsenal, porém o ar começa a acabar, fazendo com que Alicia mate muitos dos mordidos, sobrando por final somente os que não foram mordidos, porém todos morrem, só sobrando Alicia, que tem agora que lutar contra todos os moradores do rancho infectados. Muitos morrerem incluindo Jake, exceto Nick, Alicia, Ofelia, Lee e infelizmente Troy. Alicia se separa do grupo e decide sobreviver sozinha por um tempo e acaba encontrando Os Proctors, uma gangue de Mexicali que pretende atacar a barragem. Madison e seu grupo vão ao encontro de Daniel e o homem fica arrasado ao descobrir que sua filha foi mordida e logo depois veio a falecer. Daniel decide levar os sobreviventes para barragem, mas ela é atacada pelos Proctors e as consequências desse ataque resultam na morte de Troy, como também em Madison se separar de Alicia e Nick quando a barragem é explodida e todos serem levados pela correnteza.

### 4ª temporada
Algum tempo após a destruição da represa, Madison conhece Al a quem tenta roubar sem sucesso. Após o desentendimento, Madison conta para Al que está atrás de seus filhos e que está tentando encontrar um lugar seguro para eles viverem. Após sua partida, Al entrega um pouco de comida, um rádio e um mapa, permitindo que Madison encontre seus filhos. O gesto de Al inspira Madison a formar uma comunidade em um estádio de basebol. Então Madison e sua família passam a viver lá com outros sobreviventes. Charlie, uma garotinha recém chegada, mostra a localização onde supostamente sua família perdida estaria, então, Madison, Strand, Luciana e Alicia partem para lá. Nick, por alguma razão, não está mais interessado em participar de missões, e prefere ficar no acampamento cuidado da horta. Enquanto Strand e Luciana procuram pela cidade, Madison e Alicia encontram um lugar onde seria um acampamento que foi incendiado. Uma mulher estranha aparece e aponta sua arma para Madison, querendo as chaves do carro, quando é surpreendida por Alicia, Strand e Luciana. A mulher acaba ficando em apuros com os infectados, mas é salva pelo grupo. Ela se apresenta como Naomi e é recrutada. No estádio, uma estranha música atrai um bando de infectados para as cercas e Nick decide resolver, mas acaba batendo o carro ao se atrapalhar com lembranças da explosão na represa tempos atrás. Madison e os outros chegam a tempo de salvá-lo. Naomi cuida do ferimento de Nick. Madison diz para Charlie que não encontrou sua família. Durante a noite, vários carros e caminhões aparecem nos portões do estádio e todos se preparam para uma suposta ameaça. Um homem desce de um dos veículos, sobe em um bicicleta e liga um rádio, atraindo alguns infectados para dentro de um caminhão. O homem chamado Mel, chama Charlie de volta para o grupo dizendo para Madison que ela tem a capacidade de "encontrar coisas boas". Mel exige os pertences da comunidade, mas Madison se nega a entregar, então ele diz que irá sentar e esperar todos morrerem. Em um parque aquático abandonado, Alicia encontra suprimentos médicos com Naomi, que após enfrentar alguns infectados, tenta fugir, mas a gasolina no carro encontrado por ela não é o suficiente. Naomi revela que trabalhava como enfermeira e que Alicia, Madison e os outros devem ir embora do estádio, pois o lugar cairá em breve. Strand mostra a Cole suprimentos que escondeu em um carro e sugere que ambos vão embora juntos. Cole não aceita e retorna ao estádio. Luciana e Nick chegam em uma biblioteca e encontram um livro de guia turístico do país. Luciana diz para Nick que o grupo deve ir para o Norte, e Nick por sua vez, diz que avisará sua mãe. No estádio, Madison continua se negando a se juntar ao grupo dos Abutres, mesmo Mel insistindo que o lugar não irá suportar muito tempo. Strand retorna ao estádio com os suprimentos. Alicia e Naomi planejam montar uma enfermaria no estádio, quando Naomi, discretamente, tira da mochila uma arma idêntica a de John. Strand pergunta para Madison porque ela o salvou após a destruição da represa. Madison diz que conhece Strand e que também gosta de beber com ele. Naomi novamente tenta fugir, mas diz para os outros que na verdade iria até um sítio conhecido por ela atrás de suprimentos, mas faria isso sozinha porque o lugar é muito perigoso. Madison e Strand se oferecem para ir, e os os três seguem viagem. Na estrada, eles resolvem parar em um motel abandonado para passar a noite e Naomi revela que não existe nenhum sítio com suprimentos, e que de fato, ela iria embora. Na manhã seguinte, sem Madison e Strand, Naomi chega a uma antiga estação da FEMA e pega um caderno com algumas anotações, mas é obrigada a subir em um andaime quando vários infectados se aproximam e a cercam. Madison e Strand aparecem e salvam Naomi. O grupo dos Abutres vão embora. Madison pede para Alicia guardar suprimentos em um carro, caso os Abutres voltem e ataquem o estádio. Charlie vai até o estádio pedir a ajuda de Madison e os outros depois de Melvin ficar ferido após uma briga com seu irmão. Naomi diz que ele está com algumas costelas quebradas e que se ficar ali, não irá sobreviver, então o grupo resolve levá-lo para o estádio. Temendo um ataque dos Abutres, Madison começa a reforçar os muros do lugar, e Naomi diz que isso não será o suficiente. Mesmo ferido, Melvin pede para ir embora, e Madison concorda em deixá-lo ir. Durante a noite, Nick e Alicia vão atrás de Melvin e o encontram desmaiado em seu carro, quando são surpreendidos por vários caminhões se dirigindo em direção ao estádio. Ao se aproximarem do lugar, Nick e Alicia são cercados em seu veículo e vários infectados são soltos dos caminhões pelos Abutres. Madison, Strand e Luciana resolvem sair para salvá-los. Madison leva os infectados para dentro do estádio numa tentativa de contê-los e dar aos seus filhos, Strand e Luciana uma chance de escapar, incendiando todos os mortos e sacrificando-se em uma tentativa bem-sucedida de salvá-los.
Na estrada, Althea, Morgan e John encontram Alicia, que finge estar machucada, até que são cercados e rendidos por Nick, Strand e Luciana. Alicia pergunta para Morgan, John e Al se eles são do grupo de Mel, chamado Os Abutres, mas eles negam. Não convencidos, são colocados dentro do veículo de Al e levados pelo grupo. Seguindo viagem, Al, em um deslize, ataca Nick e obriga Luciana a parar o veículo. Alguns infectados estão na estrada e Al muda os planos, pedindo para Luciana contorná-los antes de parar, mas Nick, em um impulso, se defende e luta com Al, atrapalhando Luciana que joga o caminhão para fora da estrada e bate em uma árvore. Nick, ao acordar de um desmaio, percebe que está amarrado, junto com seu grupo. Morgan, John e Al mataram os infectados e estão procurando uma maneira para tirar o caminhão de lá. Enquanto John e Al levam Strand, Alicia e Luciana para procurar recursos para tirar o veículo, Morgan fica com Nick e o desamarra para comer. Morgan avista um carro e pede para Nick se esconder, mas Nick reconhece o veículo, luta com Morgan e foge, acionando sem querer a buzina do caminhão, atraindo vários infectados. Morgan vai atrás de Nick, e após matarem alguns infectados, os dois aguardam serem resgatados pelo grupo. Nick encontra um membro dos Abutres com quem teve desavenças tempos atrás ao sair com Madison. Os dois brigam, e Nick acaba matando o homem. Morgan revela para Nick que conheceu uma pessoa que o fez encontrar a paz, e que também não mata mais pessoas e entrega para Nick um livro sobre a vida. Enquanto lê o livro, Nick é surpreendido por um tiro disparado por Charlie. A garota foge justamente na hora em que Alicia e os outros chegam, e eles encontram Nick agonizando, não resistindo ao ferimento e morrendo em seguida, deixando Alicia aos prantos. O grupo para o veículo de Al e desenterram armas que haviam sido deixadas ali anteriormente. Aproveitando o lugar, eles enterram o corpo de Nick, e Luciana diz que irá vingá-lo atacando os Abutres, quando John reconhece uma das mochilas enterradas. Ele diz ser de sua esposa desaparecida e revela que embora tenha o costume de chamá-la de Laura, seu verdadeiro nome é Naomi. Luciana diz que ela foi morta e pede para John se juntar a eles contra os Abutres. John não acredita que sua esposa esteja morta e fica para trás com Morgan enquanto o resto do grupo segue viagem. após brigarem com um homem dos Abutres, Morgan e John reencontram Al, Strand, Alicia e Luciana em um ponto combinado, prontos para atacar os Abutres. Morgan diz que pediu para o homem não vir com seu grupo, mas seu pedido é ignorado e o grupo aparece armado. Naomi surge em seguida com o carro de suprimentos de Madison e reencontra John. Irritada ao deduzir que Naomi está do lado dos Abutres, Alicia atira contra ela, mas John entra em sua frente e acaba baleado. No presente, um tiroteio se inicia entre os dois grupos, com Alicia e os outros ganhando vantagem sob os Abutres que começam a fugir. John é colocado no veículo de Al e o Naomi diz que eles devem seguir para o estádio. Morgan resgata Charlie no meio do tiroteio. Melvin tenta fugir, mas Alicia explode seu veículo e em seguida o mata. Ao chegarem ao estádio, Al derruba os portões com seu veículo e o grupo descobre que o lugar de fato caiu, e está cheio de infectados. Naomi e Morgan lutam para conseguirem medicamentos para salvar a vida de John, enquanto Al e Charlie lutam contra um ataque do grupo de Alicia. A revelação inesperada de que Al conheceu e entrevistou Madison e um pedido de Morgan para Alicia, consegue convencê-la a desistir de sua vingança. À noite, o grupo de Alicia revela a verdade sobre a queda do estádio, incluindo como todos os outros morreram quando tentaram fugir e foram derrotados. Graças aos suprimentos recuperados do estádio, John sobrevive, enquanto Naomi revela que seu nome verdadeiro é June, além de revelar que só se juntou ao grupo dos Abutres quando o estádio caiu por não ter outras opções e acreditar que seus amigos estavam mortos. Em homenagem a memória de Madison, Al nomeia a fita de gravação da história depois que ela e o grupo compartilham o mesmo macarrão que Al deu para Madison quando elas se conheceram. O grupo está separado. Morgan tem a ideia de retornar para Virgínia, onde fica a comunidade de Alexandria e pede para Al levá-lo. Para a viagem, Morgan tenta recrutar John, que nega, e diz que pretende voltar para sua cabana com June e Charlie. Ao visitar Strand e Luciana abrigados em uma casa, que também negam seguir viagem, Morgan descobre que Alicia não está mais com eles, pois se mudou para uma casa mais a frente e que há muito tempo eles não a vêem. Morgan encontra Alicia e descobre que a garota está tentando descobrir quem colocou mensagens de socorro em alguns infectados. Juntos, eles chegam numa serraria e Alicia se decepciona ao saber que o homem que pediu ajuda já está morto e se compara a sua mãe, pois caso Madison estivesse viva, o teria salvo a tempo. Morgan nega que Alicia seja diferente e diz que o grupo precisa dela. Uma grande tempestade começa, Alicia se separa de Morgan e encontra uma casa para se abrigar da tempestade. Após se livrar dos infectados e encontrar suprimentos, ela descobre que o porão está sendo inundado pela água da chuva, quando escuta um barulho no andar de cima. Alicia encontra Charlie escondida, e diz que não quer, mas provavelmente irá matar a garota pela morte de Madison e Nick. Alicia pega a arma de Charlie (a mesma que ela usou para matar Nick), e aponta para sua cabeça, mas não consegue atirar. Mesmo a tratando com rispidez, Alicia pede a ajuda de Charlie para arrumar as janelas da casa que estão batendo com a força do vento e atraindo infectados. Noite adentro, a tempestade aumenta, devastando os infectados presentes na varanda da casa e quebrando as janelas. Alicia e Charlie correm para o porão, e encontram o cômodo totalmente inundado. Ao tentar voltar, o forte vento acaba batendo a porta e derrubando parte do teto, deixando as garotas presas, com o porão enchendo cada vez mais de água. Charlie se desespera, e pede para Alicia matá-la, pois se recusa a se tornar um dos infectados. Alicia coloca a arma na cabeça de Charlie, mas novamente não consegue atirar. De repente, um estrondo é ouvido do lado de fora e elas conseguem escapar por um porta até então trancada, que foi destrancada com a queda de um infectado que estava preso nos galhos de um árvore. Alicia e Charlie retornam para o grupo e encontram a casa de Strand e Luciana vazia e destruída, assim como o ônibus onde estavam John e June. Na estrada, Charlie e Alicia conseguem contato com o grupo já reunido de Morgan, quando a mulher misteriosa conhecida por Morgan surge do lado do caminhão dirigindo o veículo de Al, dizendo que eles são fracos por tentar ajudar outras pessoas, e com o armamento do veículo, atira contra o grupo. Alicia e Charlie chegam ao local, mas se deparam apenas com o caminhão incendiado e vários infectados mortos. Alicia diz para Charlie que o foco não é encontrar Morgan e os outros e sim levá-la para conhecer a praia. Alicia e Charlie chegam em uma parte alagada, que Charlie compara a uma praia, e em seguida encontra o chapéu de John. Alicia e Charlie avistam John e Strand numa ilha e entram em contato com June, Morgan e os outros. As garotas decidem ir atrás de um barco para atravessar o rio. Alicia e Charlie encontram um bote em um carro abandonado, mas são atacadas por Martha, que não resiste ao seu ferimento de bala e desmaia. Strand diz para John que eles nunca sairão de lá, quando de repente, Alicia e Charlie chegam na van de Al, passando pelo rio e salvando os dois, com Martha presa no lado de trás. Enquanto abastece a van que encontrou, Al sente-se mal e quase é pega pelos infectados, sendo salva por Alicia. Porém o grupo é obrigado a se refugiar na loja quando mais mortos se aproximam. Morgan decide que o grupo não irá mais para Alexandria e encontra o lugar escrito por Clayton em suas anotações, uma fábrica de calças jeans. Alicia diz que, assim como sua mãe fez com o estádio, o lugar poderá ser uma nova comunidade, e Al sugere recrutar as pessoas que já entrevistou.

### 5ª temporada
Após meses procurando sobreviventes sem sucesso, Alicia e o grupo partem para uma missão num vale inacessível atrás de alguém chamado Logan, onde partem em um avião, que acidentalmente cai em uma floresta desconhecida. No local, diversos caminhantes são atraídos devido ao fogo e ao barulho. Alicia começa a matá-los, enquanto o resto do grupo se recompõe da queda. Ela ajuda os irmãos Dylan e Max, e dizem a eles que vai ajudar. Embora esteja bem, Morgan a impede de continuar já que suas mãos estão cortadas, o que pode infectá-la, e então ela cerca o local para desacelerar os caminhantes e dar tempo para que eles possam resgatar Luciana, presa entre as ferragens. Eles são resgatados pela irmã de Dylan e Max, Annie, que diz que os caminhantes não são o pior do lugar. Eles se separam, e o grupo de Morgan parte para a parada de caminhões onde Logan disse que estaria, não encontrando ninguém, mas parando ali para que possam cuidar de Luciana. Eles recebem um chamado do rádio de Logan, que diz que ele é o dono da fábrica de jeans, pois ele era o parceiro de Clayton. Eles descobrem que tudo não passou de um plano para que Logan recuperasse sua fábrica, e Logan desliga. Com raiva, Alicia sai para matar caminhantes, e Morgan diz para que ela não desista. No dia seguinte, John, Morgan e Alicia partem para o local do acidente para procurarem Althe, desaparecida desde a noite anterior, e descobrem que todas as armas e suprimentos desapareceram também. Alicia e Morgan saem juntos para procurá-la na floresta e se deparam com Grace, uma mulher com traje de proteção que aponta uma arma para Morgan, e em seguida é derrubada por Alicia, que acredita que ela capturou Al. Grace explica que ela é uma antiga trabalhadora de uma usina que derreteu no ano anterior e que Morgan precisa ser descontaminado, pois matou um caminhante com radiação. Enquanto Morgan toma banho, Grace diz que não sabe sobre Al, mas que pode ajudar, embora Alicia ainda esteja desconfiada. Um tempo depois, no local do acidente, Grace confirma com um contador Geiger que os caminhantes mortos estão todos limpos e fica preocupada ao ver que o avião derrubou a cerca, pois ela não tem armadilhas de pássaros naquela área e a cerca era a única coisa que impedia os caminhantes radioativos de cruzarem a fronteira. Ela insiste em procurar na área e consertar a cerca, mas Alicia diz que eles estão perdendo tempo enquanto Al ainda pode precisar da ajuda deles. Uma pequena horda se aproxima e Grace identifica mais um caminhante radioativo, matando-o. Mais tarde, Grace critica as ações de Alicia, e diz que ainda deve achar os 63 caminhantes radioativos restantes. Morgan diz a Alicia que ele também já esteve perdido como ela, e que ela deve achar um propósito que acabe com sua desesperança. Morgan oferece que Grace venha com ele e Alicia, mas ela diz que foi exposta à radiação e que tem um tempo limitado de vida, recusando. Morgan diz que caso ela precise de ajuda, chame no rádio. Alicia e Morgan chegam na parada de caminhões, onde Luciana acorda. No dia seguinte, Alicia e outros sobreviventes cruzam um perímetro procurando por Al. No carro, Alicia conforta Luciana sobre sua lesão, e elas escutam Dylan conversando pelo rádio com seus irmãos, revelando sua localização. Alicia tenta falar com eles, mas o sinal é interrompido, e elas decidem que precisam encontrá-los. Morgan encoraja Alicia a falar com as crianças, e Alicia conta pelo rádio sobre a perda de sua mãe, não obtendo resposta. De noite, ela parte até o Humbug's Gulch, onde Morgan se encontra com Dwigth, que se junta ao grupo e os leva até uma barricada de caminhantes, que o grupo está prestes a derrubar, quando recebem um chamado de Max no rádio, pedindo para encontrá-los na parada de caminhões. No caminho, eles encontram a van parada na estrada. Lá dentro, eles encontram Dylan sangrando no banco de trás. Alicia tenta acalmá-lo e pergunta onde Max e Annie estão, mas ele não responde. Já na parada de caminhões, Alicia tenta se comunicar com June, John e Dwight, que estão procurando por Sherry, a esposa deste último, mas sem sucesso. Dylan então diz que seus irmãos estão em um acampamento na floresta, e Alicia e Morgan partem para lá, mas não encontram nada, e pelo rádio, Dylan diz que mentiu, e que na verdade seus irmãos estão na antiga estrada de serviço, e Morgan e Alicia irritados partem para lá, onde salvam Max e Annie de alguns caminhantes e são cercados pelo grupo armado de Annie, que os ameaça. Dylan liga pelo rádio e diz que eles são do bem, e o grupo de Annie concorda em procurar Al com eles. Alicia rapidamente percebe que as crianças são filhos dos caminhantes que encontraram no acampamento Cackleberry. Eles partem para o local onde o grupo de Annie disse que Al poderia estar, e Morgan conta como perdeu sua família para Alicia. De repente, um helicóptero voa por cima de Morgan, Alicia e as crianças, deixando-os assustados, enquanto Annie diz que era aquilo que eles tinham visto. Após a partida do helicóptero, Al liga para eles pelo rádio, e eles partem para se encontrar. Alicia abraça Al e diz estar feliz, perguntando se Al viu o helicóptero partindo. Al mente, dizendo que só o escutou. As crianças chegam, e Al fica surpresa, mas Morgan diz que eles vão explicar no caminho. Antes de saírem, Al diz que seu sobrenome é Szewczyk-Przygocki. Já na parada de caminhões, o grupo começa a reconstruir o avião. Depois que Morgan sai para ajudar Grace com o gerador, Annie conversa com Alicia e decide que seu grupo voltará a se esconder. Alicia tenta impedi-la, mas Annie é inflexível. Alicia oferece um carro caso Annie conte por quê não parte com o grupo, e ela aceita, dizendo que quando seus pais morreram, jurou proteger todas as crianças. Alicia diz que talvez fugir não seja o melhor para as crianças, e diz para que Annie pense bem. Depois, quando Strand e Charlie chegam de balão trazendo as hélices, Alicia volta para buscar Annie e as crianças, mas percebe que fugiram. Ela conta a Morgan, que diz para que Alicia os procure, e ela vai até a barreira de caminhantes mostrada por Dwight. Ela pega sua arma e se prepara para entrar. Após romber a barreira de caminhantes, Alicia é levada por Dylan até a casa da árvore das crianças, e Alicia diz a Annie que se permanecerem lá vão morrer devido a radiação. Os caminhantes começam a invadir o local, e Alicia manda as crianças fugirem enquanto ela os mata. Alicia é infectada no rosto com sangue de um dos zumbis radioativos, e manda as crianças se salvarem e irem em direção ao avião. Ela redireciona a horda para a floresta, enquanto Annie foge com as crianças. À noite, Alicia lava seu rosto no rio, e diz a Morgan pelo rádio sobre a horda, que volta a alcançá-la. Em um flashback, Alicia e Morgan estão desacreditados em relação a ajudar pessoas, já que nunca salvaram ninguém. De repente, eles recebem uma ligação por rádio de Logan, que diz estar precisando de ajuda. No presente, Alicia se lava no caminhão de Grace, para tentar se livrar da radiação em seu corpo. As sirenes da usina continuam a tocar e atrair caminhantes. Alicia diz a Morgan que ele deve ensiná-la aikido. A horda passa, mas volta quando a usina finalmente explode e as usinas param. Eles são obrigados a fugir correndo. Alicia, Morgan e Grace correm para o aeródromo do avião com os caminhantes logo atrás. Morgan envia um chamado para Luciana para que todos se preparem para voar, mas ela diz que John e Dwight ainda não chegaram, então Morgan pede que eles o ajudem a combater os caminhantes. Alicia entra na cabine e diz a Strand que Madison ficaria orgulhosa deles. De repente, enquanto Morgan e o grupo correm para o avião, John e Dwight passam pelos caminhantes no carro de Sherry. Todos chegam no avião com segurança enquanto uma nuvem de fumaça do reator enche a pista. Strand e Al passam por ele e chegam ao céu. Já voando, Alicia diz que Morgan estava certo sobre ajudar pessoas, e eles aterrizam em segurança já de noite. Alicia vê Daniel e corre para abraçá-lo. Ele pede desculpas pelo que aconteceu e ela promete melhorar as coisas. De repente, uma mulher entra em contato com Morgan no rádio, perguntando se esse era o avião dele voando no alto. Ela viu as caixas dele e quer a ajuda dele. A comunicação é interrompida quando Logan interrompe o sinal e diz que eles precisam conversar. Ele estaciona em um caminhão velho enquanto todos concentram suas armas nele. Logan diz a Alicia e ao grupo que a gasolina está ficando ruim e que Clayton anotou a localização de uma plataforma de petróleo. Ele diz que se entregarem o diário dele, ele os ajudará a encontrá-lo. Após recusarem, Logan diz que então eles devem se apressar para que achem primeiro.
Algum tempo depois, Alicia e o grupo formaram um comboio para viajar pelo Texas para ajudar outras pessoas e convidá-las a participar de sua comunidade, estabelecendo postos avançados adicionais para recrutar os sobreviventes que os alcançavam pelo rádio. Ela também aprendeu aikido com Morgan. Numa entrevista para Al, ela diz que parou de matar caminhantes e procura por um objetivo de vida, sendo agora coletora de suprimentos e traçadora das rotas do grupo. Após o grupo conhecer Tess, Alicia, Strand e June partem para a farmácia onde Tess disse que seu marido estaria. Do lado de fora da farmácia, Alicia lê uma mensagem numa árvore e se distrai pensando em sua mãe, e é atacada por um caminhante, e salva por Strand, já que ela não mata um caminhante desde a volta do vale. Eles descobrem que na verdade o caminhante era o marido de Tess. Eles levam o inalador de que o filho de Tess precisava e ela sai pela primeira vez em 2 anos, após um quase acidente de Morgan nas minas terrestres. De noite, Tess se junta à caravana e todos jantam juntos. Alicia conta a Morgan e Al que achou um propósitoː descobrir quem está pintando as árvores, e explicando que precisa de ajuda para encontrar seu próprio caminho para melhorar as coisas. Dias depois, Alicia encontra outra árvore com a mensagem "Se você está lendo isso, ainda está aqui", e se distrai, hesitando em matar um caminhante que se aproxima, sendo novamente salva por Strand. Ela diz a ele que as mensagens lhe levam esperança. De repente, um sobrevivente chamado Wes entra em contato pelo rádio, dizendo que viu as fitas, desejando ajuda. Alicia e Strand o localizam e levam sua motocicleta, toda perfurada por balas, na caminhonete. Wes explica que encontrou um grupo hostil e Strand rapidamente deduz que é Logan. Wes diz que ele precisa voltar para seu irmão e eles decidem ajudá-lo. Na estrada, Wes diz a Alicia que ela está perdendo tempo procurando quem pinta as árvores, mas Alicia diz que quer conhecer a pessoa responsável. Enquanto os caminhantes comem um touro morto, Alicia e Strand deixam Wes na delegacia em que ele reside e prometem dar a ele gasolina. De repente, tiros soam do lado de dentro e um homem ferido sai correndo, rouba a caminhonete e vai embora. Wes atira nele e rapidamente fica sem munição, o que atrai os caminhantes próximos. Eles pegam as armas em um carro de polícia, mas elas só disparam balas de borracha, e Strand acidentalmente dispara gás lacrimogêneo em um caminhante, forçando-os a fugir para dentro. Alicia derrama água nos olhos de Strand e lhe dá uma toalha molhada, mas sua visão não melhora. Ela confronta Wes sobre o estranho, e ele explica que seu irmão morreu e ele estava apenas tentando recuperar o que o homem havia roubado dele. Alicia diz que matar nem sempre resolve as coisas. Ela então diz a Strand que quer manter sua regra de não matar por enquanto. Wes zomba do mantra de Alicia e diz que atirar e matar é o caminho do mundo agora, mas Alicia ainda está determinada a ajudar o homem em que Wes atirou. Depois que Al a atualiza, Alicia decide encontrar o homem e Wes concorda em ir com ela. Wes e Strand eliminam os zumbis e eles saem. Um tempo depois, eles encontram a caminhonete colidida em uma cerca e o homem mancando pela estrada, presumivelmente reanimado. Wes o segue, enquanto Alicia e Strand observam. O homem ainda está vivo, e Wes o mata por um livro, o que faz Alicia questioná-lo, mas Wes apenas debocha e joga o livro de volta. Um tempo depois, Morgan e Al enterram o homem enquanto Alicia folheia o livro e encontra a frase "Se você está lendo isso, significa que você ainda está aqui" na última página e percebe que Wes estava pintando as árvores, decidindo pintar sua própria árvore. Ela pinta uma fênix e quando um caminhante se aproxima, ela o mata. Alicia volta na árvore escreve as últimas palavras de sua mãe. Dias depois, Alicia e Strand estão na estrada. Alicia está terminando de pintar outra fênix, e Strand diz que o rádio está descarregando e que estão ficando sem gasolina. Alicia fala que eles podem falar com Wes, mas Strand diz que ele não vale a pena. De repente, uma mulher chamada Janis chama no rádio pedindo ajuda, e Strand e Alicia pedem para June e John ajudarem-na, mas eles estão a caminho dos campos de petróleo para resolver um problema com Logan. Eles decidem ajudá-la. Na estrada, o carro fica sem gasolina e eles são forçados a correr. Janis, que se recusa a dizer seu nome, diz que há muitos caminhantes para lutar. Alicia envia uma mensagem para Morgan e Al antes de começar a correr e o rádio descarregar. Na manhã seguinte, Alicia e Strand chegam à parada de caminhões e se reúnem com Wes e Janis. Alicia está orgulhosa da mudança de visão de Wes sobre as pessoas depois que ele diz que ela o inspirou. A mulher então os avisa que devem sair antes que as pessoas de quem ela fugiu a encontrem. Alicia garante que ela está segura com eles agora. O grupo continua viajando em caravana, procurando um lar fixo, e Alicia continua pintando árvores, já que agora para ela, arte é a única coisa que faz sentido. O grupo decide partir paro um Gulch e verificar se serve como assentamento. Alicia e Athea encontram remédios em um hospital para Grace, que havia desmaiado, e a acorda. Mais tarde, Morgan decide que o grupo deve sair de manhã. No dia seguinte, o comboio para o caminhões porque percebem que é muito pesado para atravessar a ponte. Os fios começam a se romper, então Morgan instrui todos a atravessar a ponte sem os carros. De repente, Virginia se aproxima e se oferece para ajudar, explicando que ela está os seguindo. No entanto, ninguém ouve Virgina e ela ordena que seus homens atirem para o ar para que uma horda próxima os encontrem. Ela em seguida vai embora. Alicia e o grupo levar rapidamente os suprimentos para o outro lado da ponte, enquanto Morgan, Strand e Al cuidam dos caminhantes. Quando mais chegam, Morgan é forçado a mover todo mundo. Tom tropeça enquanto grava e o caminhão desmorona a ponte. Ele ri de sua sorte até a ponte embaixo dele desmoronar também. Mais tarde, Alicia e os outros descansam no acostamento antes de Morgan dizer ao grupo que eles devem continuar e Janis diz que é o que Tom gostaria. Eles abandonam seus caminhões e fazem a jornada a pé. Em sua caminhada, Wes promete a Alicia que ele pintará com ela quando chegarem ao assentamento, fazendo-a sorrir. Algum tempo depois, o grupo encontra um outdoor para o Gulch. Mais tarde, eles chegam à ravina, mas vêem que está completamente invadida por caminhantes. O grupo debate seu próximo passo e concorda em pedir ajuda de Virginia. Alicia e o resto dos sobreviventes da caravana descansam nos arredores do Gulch, enquanto Morgan entra em contato com Virginia para obter ajuda. Depois de um tempo, Dwight chega com alguns cavalos e explica que se eles estão vivos, deve haver água por perto. Eles decidem ficar e direcionar os caminhantes até Virginia. Alicia e o resto levam suas coisas para o Gulch, enquanto um grupo leva a horda para emboscar Virginia. No Gulch, Alicia e um grupo descobrem que os cavalos foram enviados por Virginia devido às suas insígnias. Um tempo depois, o resto do grupo retorna e Althea mostra os corpos das pessoas que Virginia matou. Ela insiste que eles vão morrer lutando contra Virginia, mas Alicia quer revidar. Morgan só quer garantir que todos sobrevivam e os lembre, apesar de seus fracassos, eles ainda fizeram a diferença no mundo e devem continuar vivendo suas vidas. Mais tarde, Alicia e Wes pintam a igreja enquanto o grupo prepara o casamento de John e June, e assistem à cerimônia juntos. De repente, Virginia e seus pioneiros chegam para levar o grupo a diferentes assentamentos. De noite, o grupo é separado e levado embora. Strand diz a Alicia que eles podem causar mais danos aos pioneiros por dentro. Alicia é então jogada em um carro e levada embora.

### 6ª temporada
Algumas semanas depois de serem levados à Lawton, Strand e Alicia limpam as latrinas, até se desentenderem com Marcus, que os ameaça com uma arma. Strand o fere, e para acabar com a situação, Hill leva Alicia e Strand para serem julgados por Virginia. Daniel está cortando o cabelo de Virginia, e não reconhece Alicia e Strand, por aparentemente ter perdido a memória. Virginia os designa para um outro trabalho como punição, e a arma branca de Alicia é levada por Hill. Eles são deixados em uma fábrica de açúcar, onde Hill afirma estar a chave para o futuro, e que caso eles consigam, farão parte dele. Alicia recebe sua arma de volta, e em seguida se encontra com Janis e Charlie, que também estão presas como punição. Um caminhão com armas chega, e Strand bola um plano para matar os guardas, até que de repente Dakota, irmã de Virginia, sai de trás do caminhão e avisa que se eles fizerem isso, serão mortos por ela. Strand conversa com Dakota sobre o acordo que ele fez com Virginia, e Alicia escuta. Ele revela para Alicia que entregou o caminhão da S.W.A.T. para Virginia em troca de ficar junto de Alicia, e ela afirma que pode se proteger sozinha. Eles começam a limpar a horda de zumbis para obterem a "chave" dita por Hill, e roubam as armas de dois guardas mortos, matando toda a horda e entrando no interior da fábrica, descobrindo que não havia nada. Strand é promovido por Virginia, e todos eles são mandados de volta para Lawton. Lá, Strand recebe uma chave, e Alicia e Charlie são mandadas para outro assentamento. Antes que possa ser levada, Strand diz a ela que precisa enviá-la para lá, pois ela o faz lembrar do "antigo Strand", e ele precisa mudar, entregando-a o medalhão anteriormente dado a ele por Daniel.

## Desenvolvimento e recepção

### Desenvolvimento

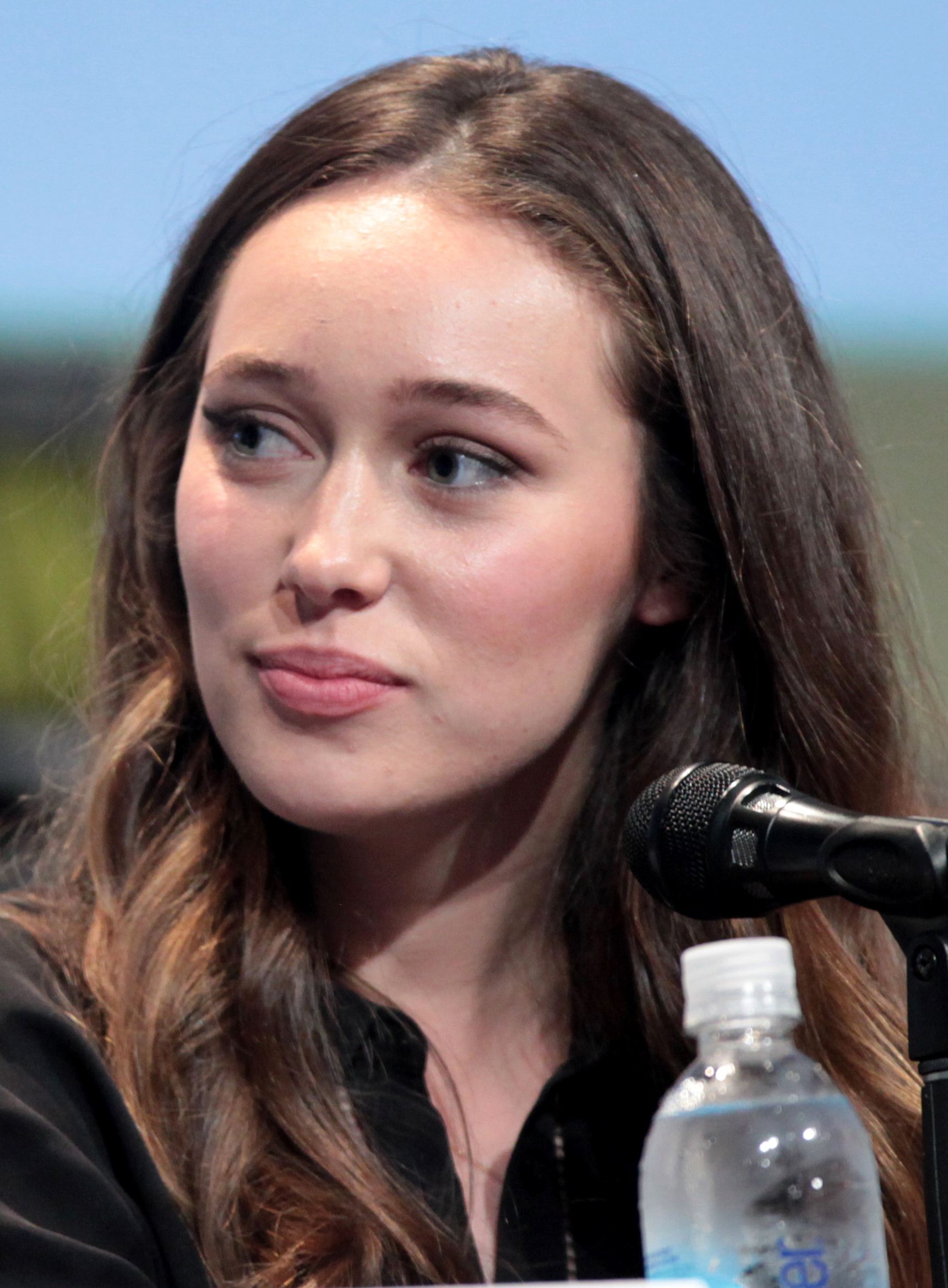
Alycia Debnam-Carey, intérprete de Alicia Clark.

Alicia era a quarta personagem em importância na série, atrás de Madison, Travis e Nick, mas foi elevada à tritagonista com a morte de Travis, e à deuteragonista com a morte de seu irmão e mãe. Na sexta temporada, Alycia Debnam-Carey apareceu somente em seis episódios, o que inicialmente era por conta do novo modo antológico da série, mas que depois acabou se intensificando devido à pandemia de COVID-19.
"Para ela tudo mudou, é uma órfã agora. Existe um foco muito grande nessa temporada sobre o auto perdão. A Alicia, por exemplo, não gosta dela mesmo como uma pessoa e agora vemos esse aspecto aparecer bastante na narrativa. Ela perdeu tudo e todos, e sente que também se perdeu. Ela não sabe o que está fazendo, ou sequer porquê. O único jeito de seguir em frente com isso é, na verdade, perdoar a si mesmo. Ou começar a ajudar outras pessoas. Agora Alicia tem a missão de tentar descobrir se ela consegue seguir em frente e fazer o que tem que ser feito.", diz Alycia Debnam-Carey sobre sua personagem na quarta temporada.
A personagem de Alycia impressionou a crítica por suas atuações na quarta temporada da série, como uma personagem complexa e em desenvolvimento. Em uma conversa com o AdoroCinema, Alycia Debnam-Carey disseː "Eu acho que desde o início dessa série, eu sempre tive o papel de uma jovem menina adolescente. E acredito que você pode fazer muito com isso se você se esforçar, sabe? Falar o que você quer, pedir coisas, pedir um material diferente, ser investida e um membro ativo da série. Então, eu sempre fiquei impulsionando essa personagem a seguir um certo caminho, a ter uma opinião forte e a crescer e ficar bem saudável e forte nesse mundo. Acho que parte disso, mesmo que por osmose ou por eu ficar exigindo o que eu queria e o que eu preferia, eles me escutaram e foram receptivos. Se você pedir com jeito pode conseguir, eles percebem no que você é bom e o que funciona com você."

### Recepção
Em geral suas atuações foram bem recebidas pela crítica. Debnam-Carey protagonizou o episódio "This Land Is Your Land", um dos mais aclamados pela crítica. Sua atuação no episódio foi aclamada. Para David Zapanta, da Den of Geek, Debnam-Carey apresenta uma personagem ousada e corajosa, mas ao mesmo tempo temerosa e vulnerável. Para ele, a atuação dela no episódio é sólida e transformadora, sendo possível perceber uma tristeza e alegria em seus olhos, mesmo na conversa com a personagem de Linda Gehringer. O desempenho de Alycia Debnam-Carey foi elogiado no episódio "Close Your Eyes". Laura Bradley, da Vanity Fair, afirmou que o episódio foi o desempenho mais poderoso de Debnam-Carey, que provou que Alicia ainda tem muita história.
Na quinta temporada da série, o retrocesso no desenvolvimento da personagem foi extremamente criticado. Em "Mother", da sexta temporada, Alycia foi novamente aclamada por sua atuação. David Zapanta, da Den of Geek, disse em sua review que "Alycia Debnam-Carey oferece um ótimo desempenho, assim como Glover. Eles provam ser excelentes um para o outro, como os dois lados da mesma moeda." Ele ressaltou a importância da personagem para a trama, e como a atriz eleva o nível de cada episódio que protagoniza, dizendo que ela é "uma força a ser considerada", afirmando que tirá-la da série seria a pior decisão possível. Ele completa, dizendo: "Depois de ficar de fora da maior parte da temporada, Fear the Walking Dead finalmente coloca um de seus melhores personagens na briga: Alicia, que não tem tido tempo de tela suficiente ultimamente. Por isso, é interessante (e revigorante) que "Mother" se apoie tanto no que significa ser filha de Madison Clark". Erik Kain, da Forbes, disse que "em meio a uma temporada tão boba, é bom termos um episódio com Alicia".